# Poecilopsis scotiae
Poecilopsis scotiae là một loài bướm đêm trong họ Geometridae.